# Lech de Pen-er-Pont
Le lech de Pen-er-Pont (ou stèle de Prostlon) est un lec'h de Locoal-Mendon, dans le Morbihan en France.

## Localisation
Le mégalithe est situé au hameau de Pen-Pont-en-Mendon, à proximité immédiate de la croix de Pen-er-Pont.

## Description

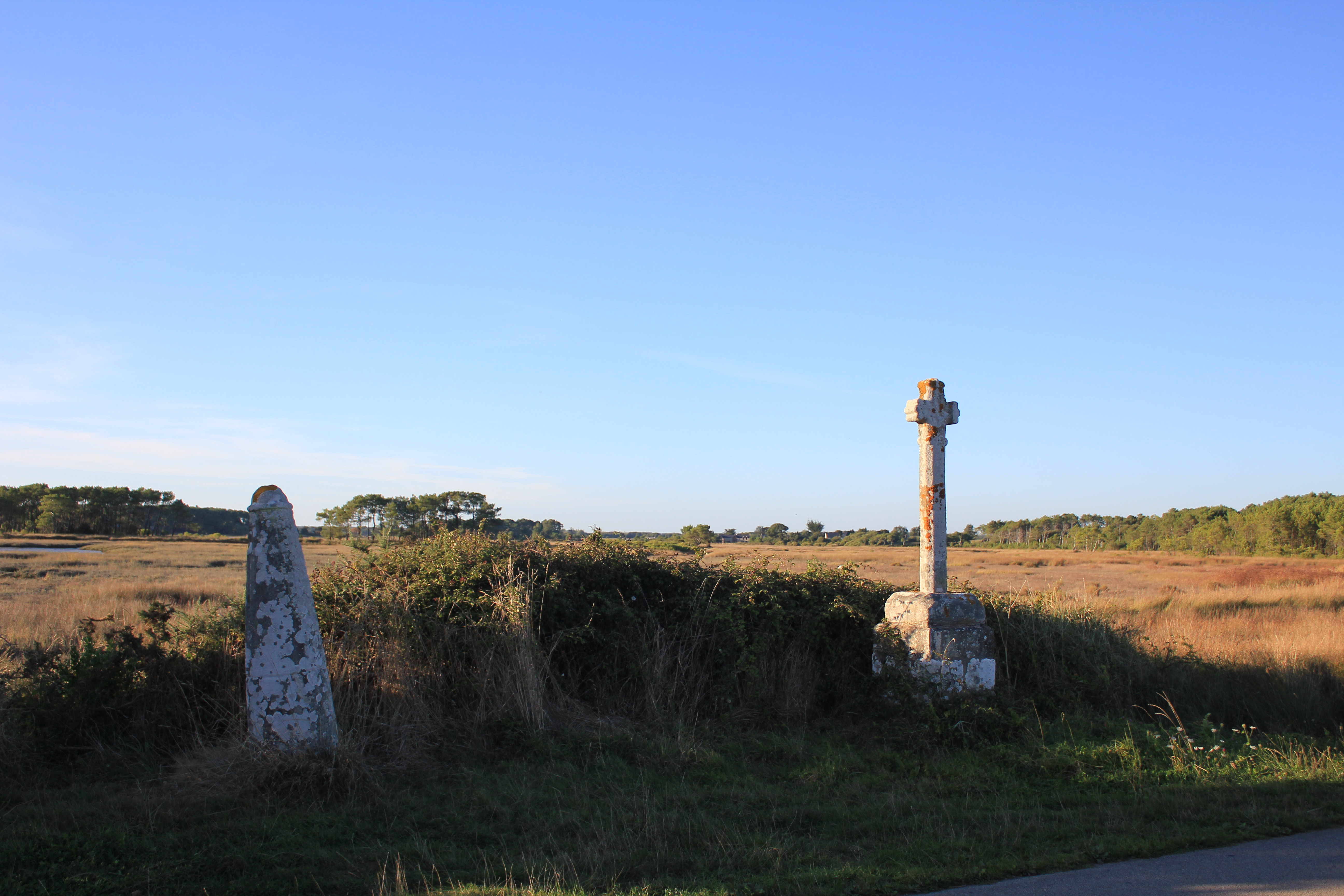
Lech et croix de Pen-er-Pont.

Cette stèle protohistorique, en forme de fuseau, mesure 2,20 m de haut.
Plusieurs gravures ornent cette stèle : une croix pattée (datant probablement de l'époque où les Templiers occupaient l'île de Locoal) et l'inscription CROUXX PROSTLON (« Croix de Prostlon » en latin).

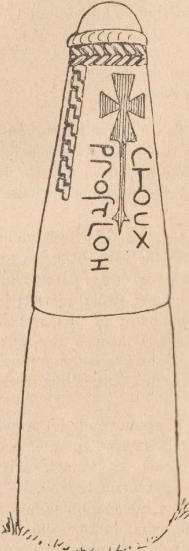
Dessin de Louis Marsille représentant l'inscription et les signes portés par la "stèle de Prostlon".

## Historique
L'édifice date de l'Âge du Fer, où il a servi de monument funéraire.
La stèle est gravée et christianisée entre les IXe et XIIe siècles. Elle honore probablement Prostlon, fille de Salomon, roi de Bretagne au IXe siècle et femme de Pascweten, comte de Vannes entre 874 et 877 ou 878. Décédée en 875 et enterrée à Redon, l'emplacement de cette stèle laisse à penser que la princesse a pu décéder à Locoal.
Ce monument est décrit en détail dans le "Bulletin de la Société polymathique du Morbihan" en 1936.
Le lech est classé au titre des monuments historiques par arrêté du 12 février 1942.